# Асен Арнаудов
Вижте пояснителната страница за други личности с името Асен Арнаудов.
Асен Георгиев Арнаудов е български музикант, цигулар, арфист, композитор и музикален педагог.

## Биография
Асен Арнаудов е роден на 3 април 1910 г. в Сливен в семейството на индустриалеца Георги А. Арнаудов и Кортеза Арнаудова. През 1878 г. баща му основава на една от големите фабрики за производство на вино и коняк; носител е на Златен медал от Първото българско изложение в Пловдив през 1892 г. Негов вуйчо е известният български офицер генерал Стефан Белов, водач на бунта на русофилите в Сливен, участник в Сръбско-българската война от 1885 година, инспектор на артилерията (с чин генерал-майор) през Първата световна война.
В началото на 20-те години на ХХ век, след смъртта на бащата на Асен Арнаудов, неговата майка Кута (Кортеза) Хаджигеоргиева Арнаудова, която е видна последователка на Учителя Петър Дънов, се премества да живее със семейството си в София, а от 1927 г. се установява в селището Изгрева. През 1929 г. Асен Арнаудов завършва Трета софийска мъжка гимназия и заминава да учи във Фармацевтичния факултет на Лионския университета, Франция. През 1935 г. завършва Държавна музикална академия със специалност цигулка при проф. Саша Попов. През 1936 г. Асен Арнаудов е един от основателите на Царския военен симфоничен оркестър, за което през 1939 г. е награден от цар Борис III със Сребърен медал за заслуга с корона. В периода от 1941 до 1943 г. специализира в Университета за музика и сценични изкуства в Мюнхен, където учи арфа при проф. Едуард Нидермаер.
След завращането си в България, през декември 1944 г. е поканен лично от ректора на Държавната музикална академия проф. Веселин Стоянов да основе класа по арфа и е назначен като професор. През 1961 г. е освободен от тази длъжност. Едновременно с това, от 1944 г. Асен Арнаудов е назначен като артист-солист в Софийската държавна филхармония, където работи до пенсионирането си през 1970 г. От 1970 г. е професор по арфа в Техеранската консерватория, както и солист-оркестрант в Техеранския симфоничен оркестър.

## Артистична дейност
През периода 1945 – 1970 г. Арнаудов концертира активно като солист на Софийската филхармония и всички оркестри в страната, като едновременно с това изнася солови рецитали. Като солист Арнаудов реализира българските премиери на едни от най-известните творби от световния арфов репертоар – Волфганг Амадеус Моцарт „Концерт за флейта и арфа“ в До мажор K. 299/297c, Морис Равел „Интродукция и алегро“, Габриел Пиерне „Концерт за арфа и оркестър“, Франк Мартен „Малка концертна симфония“ за чембало, арфа, пиано и оркестър, Клод Дебюси „Свещени и светски танци“ за арфа и камерен оркестър. Арнаудов реализира и премиерите на творби на известни съвременни български композитори като Боян Икономов, Лазар Николов, Константин Илиев, Иван Маринов, Васил Казанджиев. Редица от неговите записи като солист реализирани съвместно с Държавен радиоквартет „Аврамов“, Софийска филхармония, Симфоничен оркестър на Българското национално радио, и диригентите Добрин Петков и Константин Илиев се съхраняват в Златен фонд на Архива на Българското национално радио.
Асен Арнаудов е активен участник в живота на Бялото братство и един от видните ученици на Учителя Петър Дънов. Той участва активно в записването и издаването на песните на Паневритмията системата за гимнастически музикални упражнения, които са практикувани от Бялото братство. В спомените си, композиторът Димитър Грива споделя: „Асен Арнаудов беше от тези, които най-много е записал, даже и Паневритмията, може би повече от половината. Той тогава беше студент, щото беше завършил вече, после беше в Мюнхен, стана професор по арфа в академията. Асен беше от онези музиканти, които свършиха много работа по времето на раждането на музиката на Учителя. Срещнахме се и си обяснихме как са станали тези неща, че на такъв трябва, та всеки два такта е една фигура.“ (Кръстев В., „Изгревът“, т. 8, стр. 232) ". "Тогава се раждаше Паневритмията. Аз като дойдох първите упражнения бяха вече записани. Аз не съм участвувал в Паневритмията при създаването й. Аз бях още малък тогава, а там бяха Асен Арнаудов, беше Ангел Янушев, после дойде Влади Симеонов, въобще дойдоха музиканти, също и Вапурджиев. Имаше и малък оркестър и много концерти се даваха както знаеш. Музиката в Школата на Учителя беше метод за духовна работа. Не само както с молитвите. Тя е единствената Школа, в която се роди музиката." (Кръстев В., „Изгревът“, т. 8, стр. 232) " 
Изследователят на Бялото братство Вергилий Кръстев описва неговата дейност така: "Асен Арнаудов бе онзи роден музикант, който беше и горе, в Невидимия свят, музикант и беше дошъл в Школата на Учителя да бъде музикант. Беше дошъл в Школата да свърши една работа за музиката и песните на Учителя. Той имаше такъв музикален слух, че щом чуеше една песен, веднага я запаметяваше и веднага можеше да седне и да я запише, без да използува пианото. Музикант по дух и музикант като талант. (Кръстев В., „Изгревът“, т. 8, стр. 135) ". На основата на песните от Паневритмията, през 30-те и 40-те години Арнаудов композира редица творби за цигулка и пиано, като една от тях, „Българска идилия“ по мотиви на Учителя Петър Дънов е влезнала трайно в репертоара на редица български цигулари.
В своя статия за Асен Арнаудов, композиторът Трифон Силяновски споделя: "Като човек с изключителна обща и музикална специална култуура, Асен Арнаудов бе ярка индивидуалност в нашия музикален живот. Освен основното познание на инструмента си, чувствителната му психика, както и всеобхватната му музикална култура го бе издигнала високо в интерпретацоонно стиловата проблематика. Най-характерното качество за Арнаудов като интерпретатор е, че той музицираше от аспекта на цялостната и синтетична представа за дадена творба. Той успяваше, така да се каже да я „вмести в центриращия ценностен филтър“ на нейната специфична звукова и смислова действителност. С голяма грижовност се отнасяше към „контекста“ не само на музикалната творба, но и към всяка човешка мисъл и сентенция. За Арнаудов всяка нота, всяко понятие или дума бяха само белег, повод и знак за изследване и вглъбяване в същността на смисъла на тяхното значение. С не по-малка широта и съкровеност той се отнасяше и към преподавателската си дейност при студентите. Неговите лекции бяха един вид стилов и „душевно-духовен“ казус през призмата на общите солидни стилови предпоставки, свързани с под въпрос стоящите феноменологични и константно-конструктивни операции на естетичната страна на съзнанието." .
Асен Арнаудов у редовен участник в международните журита на Международният конкурс за арфа – Тел Авив и Международният конкурс за изпълнители „Пражка пролет“.

## Награди и отличия
- Сребърен медал за заслуга с корона (1939)
- Орден за заслуги към Кралство Унгария (1939)
- Орден „Кирил и Методий“ (1960) във връзка с неговата 50 годишнина и 25 години творческа дейност.
- Медал за 2500-годишнината на Персийската империя (1971)